# Vicent Enric Belda
Vicent Enric Belda (Agullent, 1962) és un escriptor valencià. Llicenciat en Filologia i professor de Secundària.

## Premis literaris
- 1997: Premi Samaruc amb L'estirp de l'horror (Edicions Bromera, 1997)[1]
- 2006: Premi Vicent Silvestre de narrativa infantil amb La llegenda de l'amulet de jade (Edicions Bromera, 2007)[2]
- 2008: Selecció White Ravens amb La llegenda de l’amulet de jade.
- 2010: Premi Vicent Silvestre de narrativa infantil amb El secret de Meritxell[3]
- 2012: Premi Samaruc de literatura infantil amb El secret de Meritxell[1][3]
- 2012: Premi Bancaixa de narrativa juvenil amb Les ombres del bosc[4]
- 2013: Premi Tinet de narrativa curta amb Vi bo[5]
- 2017: Premi de Narrativa Felipe Ramis amb «La mort de Gombrowicz»[6]
- 2019: Premi Enric Valor de narrativa juvenil amb Unes veus a l'altra part del mur (Edicions del Bullent, 2019)[7][8]
- 2022: Premi València de Narrativa en Valencià de la Institució Alfons el magnànim amb Pavana per a un infant difunt (Edicions Bromera, 2022)[9]